# Edgar Stoëbel
Edgar Stoëbel, pseudonyme de Ichoua René Teboul , né à Frenda en Algérie le 21 décembre 1909 et mort à Paris 15e le 7 décembre 2001, est un peintre français.

## Biographie
Edgar Stoëbel naît le 21 décembre 1909 en Algérie. Il est très jeune attiré par la musique et les arts graphiques, ces deux formes d’art ayant ensuite été tout au long de sa vie étroitement liées.
À Oran, il crée un petit conservatoire avec dix-sept musiciens, et dirige un orchestre.
En 1931, il s'installe à Paris afin d'y travailler la musique. Il étudie avec le professeur Léon Eugène Moreau (grand prix de Rome), qui lui apprend l’harmonie, le contrepoint, la fugue et le piano jusqu’en 1939 et la déclaration de la Seconde Guerre mondiale. Mobilisé, il rejoint son corps d’infanterie.
En 1940, devant la montée du nazisme, il repart en Algérie où il peint et dessine, puis il dirige un orchestre jusqu’en 1942. On trouve des œuvres figuratives de cette époque dans des collections en Algérie[Lesquelles ?].
En 1942, les Américains débarquent à Oran, ce qui dispense les Juifs de porter l’étoile jaune, et Edgar Stoëbel exprime à leur égard une profonde sympathie. Il prend conscience que les Américains vont changer durablement le cours de l’histoire du XXe siècle, par les contacts fréquents qu’il entretient avec eux, et il obtient d’être mobilisé avec eux et avec le corps expéditionnaire français du 7e régiment des tirailleurs algériens pour faire la campagne d’Italie. 
En décembre 1942, il fait partie des troupes qui débarquent avec la 1re Armée du général Clark à Naples et fait la campagne d’Italie jusqu’à Rome et Tarante. Il débarque en Provence le 19 août 1943 à Saint-Tropez et Port-Vendres et participe à des opérations militaires jusqu’en 1945.
Tout au long de la Campagne d’Italie, il ne cesse de dessiner des scènes de la vie journalière et commence à faire des dessins imaginaires qui sont la préfiguration de ses « figurasynthèses ». 
Après la capitulation allemande du 8 mai 1945, il est rapatrié à Paris. Il crée alors les Éditions Stoëbel, écrit des musiques et des chansons qu’il produit en 78 tours jusqu’à l’arrivée du microsillon.
Dès 1945-1946, il délaisse progressivement la musique pour ne plus se consacrer qu’à la peinture et au dessin.
Entre 1946 et 1950, il réalise notamment de nombreuses vues figuratives de lieux parisiens : Montmartre, place Clichy ou Pigalle. 
Dès 1950, il fréquente le Montparnasse des artistes et se lie d’amitié avec la sculptrice Anton Prinner, avec Pierre Loeb et Picasso. Il se lie également avec des artistes de la rue de la Grange-Batelière : Henri Goetz, Mondzain, Michonze, Meyer Lazar.
Dans les années 1970, il rencontre à Montparnasse une Irlandaise qui lui fait connaître le Pub Olympia. Le soir, il y chante ses  chansons : Le Beau Paulo, La Fille du marinero, La Joconde à Paulo, qui rencontrent un grand succès. Pendant ces années, il dessine et peint l’après-midi.
Jacques Martin réalisera un film sur la vie de Stoëbel, peintre et chanteur du Pub Olympia. 
En 1960, il invente une écriture propre qu’il baptise la « Figurasynthèse ». La « Figurasynthèse » est l’image que l’on se fait d’un objet et non de l’objet dans sa forme telle qu’elle nous apparaît : elle est subjectivée et ne représente plus qu’une forme irréelle sur tous les plans. Le rapport des formes entre elles constitue la « Figurasynthèse ».
Cela fait de Stoëbel un peintre avec une écriture reconnaissable. Emmanuel David, marchand d'art et collectionneur, en parle en ces termes : « En face d’une toile de l’artiste, on est frappé par la personnalité dans la conception et l’exécution de l’œuvre. La sincérité de l’émotion, la hauteur du ton et de la couleur, la sensibilité et la simplicité de la composition synthétique, créent un équilibre des volumes, une poésie, où le rêve et la musicalité donnent à cette œuvre toute son originalité et sa qualité ».
La peinture de Stoëbel des années 1960 se situe dans la mouvance de l’abstraction concrète d’après guerre, ou de l’art concret appelé aussi Art constructif. 
Longtemps cantonnée par les critiques d’art à ce qui se passait en peinture à Paris et surtout à New York, l’abstraction concrète était en réalité un mouvement d’ampleur mondiale qui se développait de l’Amérique du Sud à l’Europe du Nord et ne pouvait se réduire à la seule peinture française de chevalet de Bazaine, Manessier, Hartung, Estève ou Gischia.
Ce mouvement, comme le mentionne Véronique Wiesinger dans son introduction à Abstractions en France et en Italie 1945-1975 autour de Jean Leppien, catalogue de l'exposition au Musée de Strasbourg de novembre 1999 à février 2000, « loin d’être l’écho factice de l’École de Paris d’avant-guerre, ou une réponse à l’expressionnisme abstrait américain, […] est bien, jusqu’au milieu des années 1970, le dernier feu d’artifice du mouvement moderne, allumant tous les incendies qui brûlent encore aujourd'hui ».
À la fin des années 1940, Edgar Stoëbel crée les premières « Figurasynthèses », alors que de nombreux artistes de l’École de Paris travaillent dans le domaine de l’abstraction qui verra son apogée dans les années 1950.
En 2022, après la disparition brutale de leur père, Jean-Paul Chambard, ancien directeur financier d'une entreprise de menuiserie et passionné d’art, trois sœurs découvrent une collection de 800 tableaux signés Edgar Stoebel dans le grenier de leur maison familiale en Auvergne.

## Musées
- Musée du Montparnasse, Paris, France
- Musée Beit Uri et Rami Nechustan, Israël
- Musée de Dimona, Israël
- Musée d’Eilat, Israël

## Expositions et salons
- Membre de l’Association des Artistes Peintres, Sculpteurs et Graveurs Juifs de France
- Salon des Artistes français
- Salon d’Automne
- Salon de l’Art libre
- 1955 : sélectionné au Grand Prix international de Deauville
- 1958 : exposition personnelle Galerie Briard, Marseille
- 1960 : villa Robioni, promenade des Anglais, Nice
- 1961 : XXXVIe Salon Berruyer sous la présidence de M. Lucien Lautrec à l’École nationale des beaux-arts de Bourges
- 1963 : Galerie Bernard Chêne, Paris
  - Galerie Montpensier au Palais Royal, Paris
  - Galerie Louisa Carrière, Paris
  - Galerie Jory, Faubourg Saint-Honoré, Paris
  - Galerie La Galère, Paris
  - 1964 : Vente publique d'atelier à Angers et à Drouot chez Maître Robert
- 1969 : Galerie Waldorf, Copenhague, Danemark
- 1972 : Centre culturel d’Art juif, Paris
- 1973 : Galerie Claude Jory, Faubourg Saint-Honoré, Paris
  - Lauréat du concours d’affiches de la Wizo
- 1974 : Musée Beit Uri et Rami Nechusht, Ashdot Ya’Aqov, Israël
  - Hakibutz Hameuhad, Israël
  - P.N Emek Hajarden, Israël
  - Musée de Dimona, Israël
  - Musée d’Eilat, Israël
- 1982 : Médaille d’argent de la Ville de Paris pour une Figurasynthèse
- 2000 : Galerie Le Musée Privé, Paris
- 2006 : Galerie Daniel Besseiche, Courchevel
- 2007 : Musée du Montparnasse, Paris
- 2007 : Galerie Gérard Hadjer, Paris 8
- 2008 : Rétrospective Grande Loge de France
- 2009 : Galerie Karine Marquet, Paris
- 2022 : Salons Expo4Art, Paris